# Emílio de Mello
Emílio de Mello (São Paulo, 14 de junho de 1965) é um ator e diretor de teatro brasileiro.

## Biografia
É formado pela Escola de Arte Dramática de São Paulo E.C.A./U.S.P, Universidade de São Paulo.
Iniciou sua carreira em 1987, ao ingressar na "Companhia Teatral São Paulo-Brasil", participando das montagens Máscaras e Domus Capta de Augusto Francisco. Em seguida, esteve em várias peças como Estrela do Mar. Em 1991, trabalhou com Moacyr Góes, em Antìgona. Atuou também em Credores e O Avarento, de Molière, Baque, entre outras.
Em 1999, estreou como diretor na peça O Rei da Vela. Mais tarde dirigiu O Homem Inesperado em 2006 e Arte em 2012.  Em 2005 ganhou o prêmio de Melhor Ator Coadjuvante pela atuação no filme Cazuza - O Tempo Não Para, no Prêmio Adoro Cinema Brasileiro.
Desde 2009 está com a peça In On It vivendo vários papéis ao lado de Fernando Eiras. Em 2015 foi  Indicado ao Emmy Internacional de melhor ator por Psi.

## Filmografia

### Televisão
| Ano       | Título                                       | Papel                             | Nota                              |
| --------- | -------------------------------------------- | --------------------------------- | --------------------------------- |
| 1992      | Anos Rebeldes                                | Toledo                            |                                   |
| 1994      | Pátria Minha                                 | Hélio Pastor                      |                                   |
| 2004      | Histórias de Cama & Mesa                     | Ronaldo Cunha                     |                                   |
| 2005      | Mandrake                                     | Herval                            | Episódio: "Kolkata"               |
| 2006      | JK                                           | Carlos Murilo                     |                                   |
| 2008      | Queridos Amigos                              | Guto (Luís Augusto Souza Tavares) |                                   |
| 2008      | Ó Paí, Ó                                     | Lacerda                           |                                   |
| 2010      | Dalva e Herivelto - Uma Canção de Amor       | Benedito Lacerda                  |                                   |
| 2010      | Alice: O Primeiro Dia do Resto da Minha Vida | Otávio                            | telefilme                         |
| 2011      | Autor por Autor                              | Milton Hatoum                     | Episódio: "Milton Hatoum"         |
| 2011      | Cordel Encantado                             | General Baldini                   |                                   |
| 2012      | Lado a Lado                                  | Carlos Guerra                     |                                   |
| 2014      | Geração Brasil                               | Professor Fernando                | Episódios: "9–14 de maio de 2014" |
| 2014      | Três Teresas                                 | Jorge                             | Temporada 2                       |
| 2014–2019 | Psi                                          | Carlo Antonini                    |                                   |
| 2015      | Sete Vidas                                   | Vinícius                          | Episódios: "2–6 de abril de 2015" |
| 2017      | A Fórmula                                    | Divino                            |                                   |
| 2017–18   | O Outro Lado do Paraíso                      | Henrique Mello                    |                                   |
| 2020      | Reality Z                                    | Deputado Levi                     |                                   |
| 2022      | O Rei da TV                                  | Stanislaw                         |                                   |
| 2023      | Negociador                                   | Coronel Lopes                     |                                   |

### Cinema
| Ano  | Título                           | Papel                 |
| ---- | -------------------------------- | --------------------- |
| 1999 | Lara                             | Luigi                 |
| 2000 | Villa-Lobos - Uma Vida de Paixão | Arthur Rubinstein     |
| 2001 | Amores Possíveis                 | Pedro                 |
| 2002 | Querido Estranho                 | Betinho               |
| 2004 | Cazuza - O Tempo Não Pára        | Zeca (Ezequiel Neves) |
| 2005 | O Veneno da Madrugada            | Roberto Assis         |
| 2012 | Cara ou Coroa                    | João Pedro            |
| 2015 | Ponte Aérea                      | Fernando              |
| 2017 | Fala Comigo                      | Marcos                |
| 2018 | Contra a Parede                  | Roberto Marin         |
| 2021 | Homem Onça                       | Dantas                |
| 2023 | Raquel 1:1                       | Hermes                |
| 2024 | Kali: Anjo Vingador              | Andrés Ferreira       |
| 2025 | Aos Pedaços                      | Eurico Cruz           |
| 2025 | Precisamos Falar                 | Celso                 |

## Teatro
| Ano     | Título           | Papel         |
| ------- | ---------------- | ------------- |
| 1987    | Domus Capta      | o Amante      |
| 1988    | Máscaras         | Cavalo        |
| 1989    | AOI              | Hikaru        |
| 1989—90 | A Estrela do Lar | Juliano       |
| 1991—92 | Antígona         | Hémon         |
| 1993    | Viagem a Forli   | Juliano       |
| 1995—98 | Pérola           | Emílio        |
| 1998    | As Três Irmãs    | Tchebutikin   |
| 2000    | O Avarento       | La Flèche     |
| 2002—03 | A Prova          | Hal Dobbs     |
| 2003—04 | Credores         | Gustav        |
| 2005–06 | Baque            | Executivo     |
| 2009—16 | In on it         | Vários        |
| 2014–15 | Hora Amarela     | Hakim/ Médico |
| 2016    | Os Realistas     | José          |
| 2017    | Fluxorama        | Medusa        |

## Técnica
| Ano  | Título             | Cargo   | Nota         |
| ---- | ------------------ | ------- | ------------ |
| 1999 | O Rei da Vela      | Diretor | peça teatral |
| 2006 | O Homem Inesperado | Diretor | peça teatral |
| 2012 | Arte               | Diretor | peça teatral |
| 2017 | Estranhos.com      | Diretor | peça teatral |
| 2019 | "Psi               | Ator    | Série        |

## Prêmios e indicações
| Ano  | Prêmio                             | Categoria                         | Trabalho                  | Resultado |
| ---- | ---------------------------------- | --------------------------------- | ------------------------- | --------- |
| 2002 | Festival de Gramado                | Melhor Ator Coadjuvante           | Querido Estranho          | Venceu    |
| 2004 | Prêmio Qualidade Brasil - SP       | Melhor Ator Coadjuvante de Cinema | Cazuza - O Tempo Não Pára | Indicado  |
| 2004 | Prêmio Qualidade Brasil - RJ       | Melhor Ator Coadjuvante de Cinema | Cazuza - O Tempo Não Pára | Indicado  |
| 2005 | Grande Prêmio do Cinema Brasileiro | Melhor Ator Coadjuvante           | Cazuza - O Tempo Não Pára | Indicado  |
| 2005 | Prêmio Shell                       | Melhor Ator                       | Baque                     | Indicado  |
| 2005 | Prêmio Qualidade Brasil            | Melhor Ator Teatral Drama         | Baque                     | Venceu    |
| 2006 | Prêmio Eletrobrás de Teatro        | Melhor Direção                    | O Homem Inesperado        | Indicado  |
| 2008 | Prêmio Contigo! de Teatro          | Melhor Espetáculo Comédia         | O Homem Inesperado        | Indicado  |
| 2009 | Prêmio Qualidade Brasil            | Melhor Ator Teatral Drama         | In on It                  | Indicado  |
| 2009 | Prêmio Quem                        | Melhor Ator de Teatro             | In on It                  | Indicado  |
| 2010 | Prêmio APTR                        | Melhor Ator                       | In on It                  | Venceu    |
| 2010 | Prêmio APCA de Teatro              | Ator                              | In on It                  | Indicado  |
| 2010 | Prêmio Tudo de Bom - O Dia         | Melhor Ator                       | In on It                  | Indicado  |
| 2010 | Prêmio Arte Qualidade Brasil       | Melhor Espetáculo Teatral Drama   | Deus da Carnificina       | Indicado  |
| 2010 | Prêmio Arte Qualidade Brasil       | Melhor Diretor Teatral Drama      | Deus da Carnificina       | Indicado  |
| 2011 | Prêmio Shell                       | Melhor Diretor                    | Deus da Carnificina       | Indicado  |
| 2011 | Prêmio APTR de Teatro              | Melhor Espetáculo                 | Deus da Carnificina       | Indicado  |
| 2011 | Prêmio Contigo! de Teatro          | Melhor Espetáculo Comédia         | Deus da Carnificina       | Indicado  |
| 2013 | Anápolis Festival de Cinema        | Melhor Ator Coadjuvante           | Cara ou Coroa             | Venceu    |
| 2015 | Prémio Emmy Internacional          | Melhor Ator                       | Psi                       | Indicado  |
| 2016 | Prêmio Cesgranrio de Teatro        | Melhor Ator                       | Os Realistas              | Indicado  |
| 2016 | Prêmio Aplauso Brasil de Teatro    | Melhor Elenco                     | Os Realistas              | Indicado  |
| 2017 | Prêmio Questão de Crítica          | Melhor Ator                       | Os Realistas              | Venceu    |
| 2020 | Festival de Gramado                | Melhor Ator                       | Aos Pedaços               | Indicado  |
| 2022 | Grande Prêmio do Cinema Brasileiro | Melhor Ator Coadjuvante           | Homem Onça                | Indicado  |
| 2024 | Prêmio Cenym de Teatro             | Melhor Ator                       | O Vazio na Mala           | Pendente  |
| 2024 | Prêmio Cenym de Teatro             | Melhor Elenco                     | O Vazio na Mala           | Pendente  |
| 2024 | Prêmio Cenym de Teatro             | Melhor Qualidade Artística        | O Vazio na Mala           | Pendente  |